# Hans von Halban
Pour les articles homonymes, voir Halban.
Hans von Halban (Leipzig, 24 janvier 1908 - Neuilly-sur-Seine, 28 novembre 1964) est un physicien français d'origine autrichienne. Il participe avec Frédéric Joliot-Curie et Lew Kowarski à la mise au point du premier réacteur nucléaire français. 

## Famille
Du côté de son père, il descendait de juifs polonais, qui quittèrent Cracovie pour Vienne dans les années 1850. Son grand-père, Heinrich Blumenstock, avait été  haut fonctionnaire  dans l'Empire austro-hongrois et avait été anobli par l'empereur François-Joseph dans les années 1880, prenant le nom de chevalier Heinrich Blumenstock von Halban. Le nom de Blumenstock a subséquemment été abandonné par la famille, comme l'usage du « von » après la Seconde Guerre mondiale. Sa famille maternelle venait de Bohême et son arrière-grand-père, Moritz von Fialka, était colonel pendant la guerre austro-prussienne de 1866.
Bien que convertie au catholicisme, la famille n'a jamais été pratiquante religieusement. Hans Halban était un laïc convaincu.

## Études et recherches
Hans Halban a fait ses études dans l'Allemagne de Weimar, où son père, Hans von Halban Sr., était professeur de chimie physique. La famille déménagea vers Zurich en 1928. Halban y devient chercheur en physique et soutient son doctorat à l'École polytechnique fédérale de Zurich en décembre 1934.
Il alla alors travailler pour un an avec le physicien nucléaire Niels Bohr à l'Institut de physique de l'université de Copenhague. Il y découvrit, avec Otto Frisch, que l'eau lourde absorbait très peu les neutrons.
En 1937, Halban fut invité à rejoindre l'équipe de Frédéric Joliot-Curie au Collège de France à Paris. Cette équipe comprenait aussi Francis Perrin et Lew Kowarski. En 1939, le groupe mesura le nombre de neutrons moyen émis par fission, et établit ainsi la possibilité théorique de réactions nucléaires en chaîne et de production d'énergie nucléaire. En août, le groupe réussissait déjà à montrer que le nombre de fissions dans de l'oxyde d'uranium augmentait par immersion dans l'eau ordinaire.
Pendant ce même été, le gouvernement d'Édouard Daladier réussit à se procurer le stock mondial d'eau lourde en Norvège, et à le transférer par avion en France, pour le confier au groupe du Collège de France.

## Seconde Guerre mondiale
Avec l'occupation allemande de Paris en mai 1940, Halban et Kowarski quittèrent Paris avec la provision d'eau lourde, un gramme de radium et les documents sur leurs recherches, sur les instructions de Joliot-Curie. Ils s'échappèrent de France vers l'Angleterre, via Clermont-Ferrand et Bordeaux : « Hans von Halban mit sa femme et sa fille âgée d'un an à l'avant de la voiture, un gramme du radium de Marie Curie dans le coffre, et les bidons d'eau lourde entre les deux pour minimiser le possible danger d'irradiation. »
Ils furent invités par le gouvernement de Churchill à continuer leurs recherches à l'université de Cambridge. En 1942, avec plusieurs "réfugiés scientifiques" britanniques et européens, Halban fut envoyé à Montréal comme chef d'un laboratoire de recherches, partie du Projet Manhattan en formation.
Halban avait divorcé de sa première femme, Els (née Andriesse, qui épousa plus tard le physicien tchèque George Placzek), et épousa en 1943 Aline Strauss (née de Gunzbourg), qui s'était échappée de France en 1941 avec son jeune fils Michel.
Après la Libération de Paris, en août 1944, Halban revint en visite à Londres et Paris, où il vit Joliot-Curie pour la première fois depuis son départ de France. Bien qu'il eût affirmé  à son précédent patron, le général Groves, qu'il n'avait pas divulgué de secrets nucléaires, le chef du Projet Manhattan fit éliminer Halban de son travail à Montréal, pour le remplacer par John Cockcroft. Halban n'était plus autorisé pour un an, ni à quitter l'Amérique du Nord, ni à y travailler.

## Après la guerre
Contrairement à ses attentes, Halban ne fut pas réinvité au Collège de France après la guerre. Par contre, il fut invité en Angleterre par Frederick Lindemann (Lord Cherwell) pour diriger un groupe du laboratoire Clarendon à l'université d'Oxford, en liens étroits avec l'Établissement de recherche atomique d'Harwell. 
Après huit années productives à Oxford, Halban fut réinvité en France en 1954 par le premier ministre Pierre Mendès-France, pour diriger la construction d'un laboratoire de recherches nucléaires à  Orsay, au sud de Paris, à proximité du centre de Saclay du Commissariat à l'énergie atomique (CEA). Il accepta cette nomination en 1955, à la suite du divorce d'avec sa femme Aline, qui se remaria peu après avec Isaiah Berlin. Ce laboratoire sera le Laboratoire de l'accélérateur linéaire (LAL), dont il prend la direction à la suite de Frédéric Joliot-Curie en 1958.

## Les dernières années
Pour raisons de santé, Halban fut obligé de prendre sa retraite en 1961. Il passa les trois dernières années de sa vie à Paris et à Crans-sur-Sierre, en Suisse, avec sa troisième femme, Micheline (nėe Vernier-Lazard et petite-fille d'André Lazard associé de Lazard Frères et l'un des fondateurs avec Marie Curie de l'Institut Curie). 
Il mourut le 28 novembre 1964 de complications à la suite d'une opération cardiaque sans succès, à l'hôpital américain de Paris, laissant trois enfants : Catherine Maud, de son premier mariage, Pierre et Philippe de son deuxième. Il est enterré à Larchant, près de Paris.

## Documents récemment découverts
En 1940,  James Chadwick envoya les travaux de Halban et Kowarski de Cambridge à la Royal Society. Il lui demanda de garder les papiers, car il ne convenait pas de les publier pendant la guerre.
En 2007, la Société découvrit les documents pendant un audit de leurs archives.